# Natália Pereira
Natália Zilio Pereira (Ponta Grossa, 4 de abril de 1989) ou simplesmente Natália é uma jogadora de voleibol brasileira. Atua na posição de ponteira. Atualmente joga pelo clube brasileiro Osasco.

## Carreira
Natália começou a jogar voleibol nas categorias de base da AJOV (Associação Joaçabense de Voleibol) em Joaçaba, Santa Catarina, e aos 16 anos foi contratada pela equipe adulta do Osasco, através de uma carta de sua mãe enviada para o técnico da equipe, Luizomar de Moura.
No ano seguinte atuou na Superliga como titular da equipe. Também integrou a Seleção Brasileira Infanto-Juvenil onde disputou dois Campeonatos Mundiais, conquistando a medalha de ouro e sendo eleita melhor jogadora em ambos e a Seleção Brasileira Juvenil onde também conquistou a medalha de ouro no Campeonato Mundial e foi eleita melhor jogadora do campeonato.
Na seleção brasileira,foi eleita MVP do Grand Prix de 2016 e 2017. Repatriada  pelo Camponesa/Minas TC para as competiç̴ões de 2018-19 e sagrou-se campeã da edição do Campeonato Mineiro de 2018., e disputou a edição do Campeonato Mundial de Clubes de 2018 realizado em Shaoxing, sendo uma das protagonistas na semifinal, ajudando o time a reverter um placar de 24-19 no segundo set para o até então favorito Eczacıbası VitrA, conseguindo a classificação a final e conquistou a medalha de prata
Pelo Rio de Janeiro não pode atuar em sua primeira temporada por conta da séria lesão na canela, porém no ano seguinte voltou as quadras sendo campeã da supeliga fazendo 22 pontos na final contra seu ex-time Osasco. O  jogo é considerado um dos melhores da história da competição, onde o Rio, liderado por Natália, reverteu um placar de 2x0,  Natália inclusive fez o último ponto do jogo. No total pelo Rio foi tricampeã da Superliga, sendo MVP da edição 2015/2016, tetracampeã Carioca, bicampeã Sul-americana e campeã da Copra Brasil. Em entrevista assumiu torcer pelo time carioca por ter identificação com a torcida, cidade e comissão técnica.
Pelo Itambé/Minas conquistou o título da Copa Brasil de 2019 realizada em Gramado e foi bicampeã do Campeonato Sul- de Clubes de 2019 realizado novamente em Belo ;e contribuiu para conquista do clube do título da Superliga Brasileira 2018-19, premiada como primeira melhor ponteirae melhor jogadora da final

## Clubes
| Clube                     | País    | De   | Até   |
| ------------------------- | ------- | ---- | ----- |
| Oi/Campos                 | Brasil  | 2004 | 2005  |
| Oi/Macaé                  | Brasil  | 2005 | 2006  |
| Finasa/Osasco             | Brasil  | 2006 | 2009  |
| Sollys Nestlé/Osasco      | Brasil  | 2009 | 2011  |
| Unilever                  | Brasil  | 2011 | 2013  |
| Vôlei Amil/Campinas       | Brasil  | 2013 | 2014  |
| Rexona/Ades               | Brasil  | 2014 | 2016  |
| Fenerbahçe                | Turquia | 2016 | 2018  |
| Itambé/Minas              | Brasil  | 2018 | 2019  |
| Eczacıbaşı VitrA Istanbul | Turquia | 2019 | 2020  |
| Dinamo Moscow             | Rússia  | 2020 | 2021  |
| Savino Del Bene Scandicci | Itália  | 2021 | 2022  |
| Dinamo Moscow             | Rússia  | 2022 | 2024  |
| Osasco Voleibol Clube     | Brasil  | 2024 | Agora |

## Títulos e resultados
- Superliga Brasileira Aː 2012-13 e 2018-19
- Campeonato Mineiro:2018[2]
- Copa Brasil: 2019[5]

## Premiações individuais
- MVP da final da Superliga Brasileira de Voleibol Feminino de 2015–16 - Série A
- MVP do Grand Prix 2016
- 1ª Melhor Ponteira do Montreux Volley Masters  de 2017
- MVP do Grand Prix 2017
- 1ª Melhor Ponteira do Superliga Brasileira A de 2018-19
- MVP da Final da Superliga Brasileira A 2018-19
- MVP do Campeonato Sul-Americano de Clubes de Voleibol Feminino de 2013
- MVP do Campeonato Turco de Voleibol Feminino de 2016-17